# Marcin Berdyszak
Marcin Berdyszak (ur. 6 listopada 1964 w Poznaniu) – polski artysta współczesny, zajmujący się instalacją i realizacjami multimedialnymi, profesor sztuk plastycznych, rektor Uniwersytetu Artystycznego w Poznaniu w latach 2008–2016.

## Życiorys
Studiował w Państwowej Wyższej Szkole Sztuk Plastycznych w Poznaniu (1983–1988). Uzyskał dyplomy z malarstwa w pracowni profesora Włodzimierza Dudkowiaka oraz z rzeźby w pracowni profesora Macieja Szańkowskiego. W 1989 został pracownikiem Akademii Sztuk Pięknych w Poznaniu. W 2005 otrzymał tytuł naukowy profesora sztuk plastycznych. Zajął się prowadzeniem pracowni warsztatów twórczości edukacyjnej na Wydziale Edukacji Artystycznej i (wraz z ojcem Janem Berdyszakiem) pracowni rzeźby i działań przestrzennych. W latach 1999–2002 był prodziekanem Wydziału Edukacji Artystycznej ASP w Poznaniu, od 2002 prorektorem ds. studenckich i współpracy z zagranicą. W 2008 objął stanowisko rektora tej uczelni przekształconej w 2010 w Uniwersytet Artystyczny. W 2012 wybrany na kolejną kadencję. Był także profesorem zwyczajnym w Instytucie Wzornictwa Politechniki Koszalińskiej.
Uczestniczył w licznych wystawach zbiorowych i indywidualnych, zarówno w Polsce (m.in. w Galerii Grodzkiej w Lublinie w 1992, Galerii ON w Poznaniu w 1995 i w 1999, Międzynarodowym Centrum Sztuki w Poznaniu w 1997, Galerii nad Wisłą w Toruniu w 1993 i w 1996, CSW Zamek Ujazdowski w Warszawie w 1997 i w 2001, BWA we Wrocławiu w 1999), jak i poza granicami kraju (Słowacja, Niemcy, USA, Finlandia i Meksyk).
Syn Jana Berdyszaka.

## Odznaczenia i wyróżnienia
- 1996 – Medal Młodej Sztuki
- 2016 – Krzyż Kawalerski Orderu Odrodzenia Polski (2016)[5]
- 2021 – Brązowy Medal „Zasłużony Kulturze Gloria Artis”[6]